# Nils Holgersson (Schiff, 1962)
Die Nils Holgersson, benannt nach dem gleichnamigen Märchen „Die wunderbare Reise des kleinen Nils Holgersson mit den Wildgänsen“ von Selma Lagerlöf, war eine Fähre der deutschen Fährschiffreederei TT-Linie.

## Geschichte
Mit Gründung der Reederei TT-Linie (damals noch in deutscher Schreibweise) wurde am 28. März 1962 mit der Nils Holgersson der Fährverkehr zwischen Travemünde und Trelleborg eröffnet.
Das Schiff wurde in den Jahren 1961 und 1962 von der Hanseatischen Werft in Hamburg-Harburg gebaut um am 26. März 1962 von der Reederei übernommen. In den folgenden Jahren war die Fähre zwischen Travemünde und Trelleborg im Einsatz. Am 1. Dezember 1966 bekam sie den neuen Namen Gösta Berling, da ein Neubau Nils Holgersson getauft werden sollte. Ein halbes Jahr später, am 3. Juni 1967, endete vorerst der Einsatz in der Ostsee und das Schiff wurde nach Frankreich verchartert, wo es während des Sommers von einer französischen Reederei als Escapade zwischen Toulon und Porto Torres eingesetzt wurde. Von Oktober 1967 bis Februar 1968 lag die Fähre, wieder Gösta Berling genannt, in Travemünde und erfuhr im Februar 1968 einen Umbau an der Flender-Werft in Lübeck. Nach einem kurzen Einsatz zwischen Travemünde und Trelleborg im März 1968 kam das Schiff wie im Vorjahr als Escapade im Mittelmeer zum Einsatz. Im Winter 1968/1969 war die Fähre zwischen Miami und San Juan und Saint Thomas unterwegs, ab März 1969 unter dem neuen Namen Sardaigne in schwedischer Charter zwischen Marseille, Palma de Mallorca und Porto Torres. In den Sommermonaten der Jahre 1970 bis 1972 fuhr die Fähre als Escapade jeweils von Toulon aus nach Sardinien. Im Winter 1971/1972 sollten wiederum Fahrten zwischen Miami, Puerto Rico und der Dominikanischen Republik stattfinden. Dabei wurde das Schiff aufgrund fehlender Papiere mehrere Monate in Miami arrestiert.
Im Oktober 1972 baute Flender-Werft das Schiff auf Kreuzfahrtstandard um. Während der folgenden Wintermonate bediente die Fähre wieder die Linie Travemünde–Trelleborg. Ab 7. Mai 1973 war sie in Zypern registriert und erhielt den Namen Gösta Berling zurück. Die TT-Linie führte in dem Jahr einen sommerlichen Liniendienst zwischen Travemünde, Rønne, Danzig und Leningrad ein, auf dem sie die Gösta Berling verkehren ließ. Hinzu kamen Kurzkreuzfahrten sowie Einkaufsfahrten in der Ostsee.
1975 plante die TT-Linie einen Liniendienst zwischen Saint-Malo und Southampton. Aus Werbegründen bekam die Fähre den neuen Namen Mary Poppins. Da sich die britischen und französischen Hafenarbeiter weigerten, ein unter Billigflagge fahrendes Schiff abzufertigen, unterblieb jedoch dieser Einsatz und das Schiff kam wieder nach Leningrad zum Einsatz. Zudem folgten weitere Fahrten als „Einkaufs-Kreuzfahrtschiff“ in der Ostsee, und dreimal wöchentlich unternahm die Mary Poppins Fahrten nach Kopenhagen. Zum Jahreswechsel 1975/1976 lief das Schiff nach Åndalsnes in Norwegen. Im Autodeck wurde eine Kunststoffloipe angelegt, auf der die Passagiere vorab schon einmal Skilanglauf üben konnten. Der Gedanke, die Fähre für Pilgerfahrten im Roten Meer zu nutzen, musste wegen der den dortigen Bedingungen nicht gewachsenen Klimaanlage des Schiffs verworfen werden.
Am 20. November 1976 verkaufte die TT-Linie das Schiff nach Piräus an einen griechischen Reeder. Dieser setzte das Schiff ab 1977 unter dem Namen Samania im Fährdienst zwischen Piräus, Tinos, Samos, Syros und Ikaria ein. 1991 folgte ein weiterer Eignerwechsel. Am 4. November 1996 kollidierte die Samania nahe Samos mit der Anthipoploiarhos, einem Patrouillenboot der griechischen Marine. Während die Fähre nur am Bug beschädigt wurde, sank das Patrouillenboot. Vier Menschen kamen bei dem Unfall ums Leben. Die Samania wurde repariert, blieb jedoch als Auflieger vor Eleusis.
Am 28. Juni 2000 verließ die Fähre ihren Liegeplatz und wurde zum Abwracken nach Indien geschleppt. Für diese letzte Reise wurde das Schiff in Sama 1 umgetauft. Es erreichte Alang am 21. Juli 2000, wo es in der Folgezeit abgebrochen wurde.

## Technik
Die Nils Holgersson war 110,01 Meter lang und 15,27 m breit. Der Tiefgang lag bei maximal 4,48 m. Der Antrieb bestand aus zwei Dieselmotoren mit jeweils zwölf Zylindern, die zusammen 5.296 kW leisteten und der Fähre eine Höchstgeschwindigkeit von 19,0 kn ermöglichten.
Das mit 3.843 BRT vermessene Schiff bot 850 Passagieren und 145 Pkw Platz, wobei die Beladung mit Fahrzeugen ausschließlich über eine Heckrampe erfolgte. Bei einer Tragfähigkeit von 810 t standen 200 Lademeter zur Verfügung.